# Leszek Nowosielski (pittore)
Leszek Nowosielski (1918 – 1999) è stato un pittore e ceramista polacco.

## Biografia
Leszek Nowosielski iniziò ai primi degli anni sessanta a modellare pannelli di ceramica con i quali crea monumentali composizioni figurative e fregi astratti. Nelle sue opere, emerge la particolare predilezione per la rievocazione del passato, e soprattutto per gli eventi che hanno segnato la storia della Polonia. Produsse così composizioni quali quella ispirata alla battaglia di Gruenwald, composta da due monumentali parti figurative di grande formato, la battaglia di Vienna, il massacro di Katyn', la tragedia di Auschwitz (Oświęcim), la disperata sollevazione di Varsavia. Tali opere cariche di colore e di energia, con le figure plastiche spesso tridimensionali di cui ogni minima decorazione è realizzata separatamente, sono, in quanto tali, irripetibili. La drammatica composizione in ceramica su Hiroshima, è esposta nel Centro della Memoria di Hiroshima a Tokyo.
La sua arte creativa esprime l'incanto costante che lo avvince alla materia - pittura su porcellana, creazione di forme ceramiche, quadri - affascinato dalla organicità, dalla plasticità e dalle infinite possibilità di espressione. L'artista ha creato anche pannelli su temi allegorici e astratti. Nowosielski ha conseguito molti riconoscimenti e premi in importanti sedi internazionali tra cui il “Museo internazionale delle Ceramiche” di Faenza e il “Salon International de Paris”. Le sue opere si trovano in numerose raccolte museali in Polonia e all'estero e presso collezionisti privati.